# Diócesis de Cyangugu
La diócesis de Cyangugu (en latín: Dioecesis Cyanguguensis, en kiñaruanda: Diyosezi Gatolika ya Cyangugu) es una circunscripción eclesiástica de la Iglesia católica en Ruanda. Se trata de una diócesis latina, sufragánea de la arquidiócesis de Kigali. Desde el 6 de febrero de 2021 su obispo es Edouard Sinayobye.

## Territorio y organización
La diócesis tiene 1125 km² y extiende su jurisdicción sobre los fieles católicos de rito latino residentes en la antigua provincia de Cyangugu, que hoy es parte de la provincia Occidental y comprende los distritos de Nyamasheke y Rusizi.
La sede de la diócesis se encuentra en la ciudad de Cyangugu, en donde se halla la Catedral de Cristo Rey.
En 2021 en la diócesis existían 19 parroquias.

## Historia
La diócesis fue establecida el 5 de noviembre de 1981 con la bula Nihil aestimamus del papa Juan Pablo II, obteniendo el territorio de la diócesis de Nyundo.

## Estadísticas
Según el Anuario Pontificio 2022 la diócesis tenía a fines de 2021 un total de 325 565 fieles bautizados.
| Año                                                                             | Población            | Población | Población      | Sacerdotes | Sacerdotes    | Sacerdotes    | Bautizados por sacerdote | Diáconos permanentes | Religiosos | Religiosos | Parroquias |
| Año                                                                             | Bautizados católicos | Total     | % de católicos | Total      | Clero secular | Clero regular | Bautizados por sacerdote | Diáconos permanentes | Varones    | Mujeres    | Parroquias |
| ------------------------------------------------------------------------------- | -------------------- | --------- | -------------- | ---------- | ------------- | ------------- | ------------------------ | -------------------- | ---------- | ---------- | ---------- |
| 1990                                                                            | 231 273              | 457 637   | 50.5           | 35         | 22            | 13            | 6607                     |                      | 31         | 79         | 9          |
| 1999                                                                            | 273 113              | 540 870   | 50.5           | 23         | 23            |               | 11 874                   |                      |            | 113        | 10         |
| 2000                                                                            | 279 872              | 551 257   | 50.8           | 26         | 24            | 2             | 10 764                   |                      | 2          | 120        | 10         |
| 2001                                                                            | 288 704              | 560 515   | 51.5           | 27         | 23            | 4             | 10 692                   |                      | 10         | 108        | 10         |
| 2002                                                                            | 280 554              | 575 684   | 48.7           | 37         | 30            | 7             | 7582                     |                      | 11         | 108        | 10         |
| 2003                                                                            | 283 372              | 566 621   | 50.0           | 34         | 28            | 6             | 8334                     |                      | 13         | 102        | 10         |
| 2004                                                                            | 293 172              | 582 424   | 50.3           | 37         | 30            | 7             | 7923                     |                      | 15         | 112        | 10         |
| 2006                                                                            | 297 281              | 612 507   | 48.5           | 36         | 29            | 7             | 8257                     |                      | 20         | 95         | 11         |
| 2013                                                                            | 361 000              | 742 000   | 48.7           | 57         | 50            | 7             | 6333                     |                      | 22         | 95         | 13         |
| 2016                                                                            | 394 000              | 809 000   | 48.7           | 79         | 71            | 8             | 4987                     |                      | 33         | 109        | 16         |
| 2019                                                                            | 299 020              | 743 876   | 40.2           | 84         | 76            | 8             | 3559                     |                      | 35         | 97         | 17         |
| 2021                                                                            | 325 565              | 777 436   | 41.9           | 89         | 81            | 8             | 3658                     |                      | 35         | 99         | 19         |
| Fuente: Catholic-Hierarchy, que a su vez toma los datos del Anuario Pontificio. |                      |           |                |            |               |               |                          |                      |            |            |            |

## Episcopologio
- Thaddée Ntihinyurwa (5 de noviembre de 1981-9 de marzo de 1996 nombrado arzobispo de Kigali)
- Jean Damascène Bimenyimana † (2 de enero de 1997-11 de marzo de 2018 falleció)
  - Sede vacante (2018-2021)[nota 1]
- Edouard Sinayobye, desde el 6 de febrero de 2021